# Fluorur

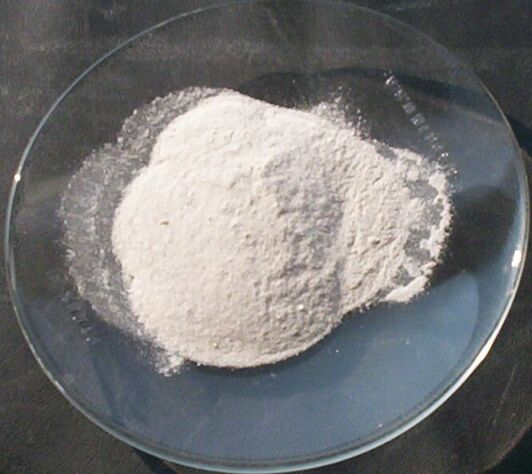
Fluorur de calci

Un fluorur és un compost químic binari amb altres elements metàl·lics o no metàl·lics. La combinació química de fluor amb oxigen es considera com un dels nombrosos fluorus, i no pas com un òxid.
La majoria dels fluorurs són incolors, except quan es combinen amb un grup que té color. Els fluorurs dels metalls alcalins són solubles en aigua i higroscòpics, els fluorurs dels elements alcalinoterris, especialment del calci i del bari són poc solubles. El fluorur de calci es troba a la natura en forma de fluorita, el mineral que va donar el nom al fluor i als fluorurs. El difluorur d'oxigen (OF₂) és l'únic compost amb l'oxigen en estat d'oxidació +2.
Pel fet que el fluorur no pot ser oxidat per altres elements o compostos al fluor elemental, els fluorurs poden estabilitzar els nombres d'oxidació més alts dels elements.
Un ió fluorur F- és la forma iònica del fluor. Es tracta d'un àtom de fluor que ha guanyat un electró per a tenir una capa saturada. En tant que element halogen, el fluor forma un ió monovalent. Porta una càrrega negativa: és un anió. L'ió fluorur és un reductor extremadament feble, els seus electrons estan fortament lligats amb un potencial redox de 2,87 V al nucli. És també el més petit anió la qual cosa que explica la seva elevada capacitat de fixació i de recombinació a diverses molècules (com les que fan les dents i l'os) i en gran part la seva toxicitat.
En química inorgànica els fluorurs són les sals de l'àcid fluorhídric (HF) que tenen com anió el F-.

## Fluorurs de síntesi
Es poden obtenir a partir de la base corresponent i àcid fluorhídric. Així es pot obtenir el fluorur de sodi a partir de la sosa càustica:
NaOH + HF → NaF + H₂O
També es pot recórrer al bescanvi de l'anió partint d'altres sals. La reacció a partir dels elements és generalment molt violenta.

## Els fluorurs orgànics
Els fluorurs orgànics són compostos que contenen el fluor combinat a un àtom de carboni. Solen ser substàncies incolores i inerts front a moltes reaccions, degut a l'alta energia de l'enllaç C-F. Només en alguns fluorurs activats el fluor pot ser desplaçat en un atac nucleòfil.
El fluorur orgànic més conegut és el tefló (el politetrafluoretilè), una substància plàstica d'alta resistència química i tèrmica. En la farmacologia la introducció d'un fluorur sovint augmenta la vida útil d'un medicament en el metabolisme del pacient, ja que no pot ésser eliminat pels enzims del cos.
Els fluorurs orgànics s'acostumen a generar per bescanvi d'altres halurs amb fluorurs inorgànics dissolts en dissolvents orgànics. També s'han desenvolupat tècniques d'electròlisi per a la síntesi de compostos perfluorats.

## Aplicacions
És un additiu en productes per a la higiene dental. Al bescanviar-se amb grups hidròxid de l'esmalt dental fa les dents més resistent enfront dels atacs de càries. S'aplica com fluorur de sodi, fluorofosfats o fluoroamines en les formulacions del dentifrici. És un dels oligoelements naturals de l'aigua potable. La norma de la Unió Europea accepta una concentració màxima de 1,5 mg per litre. En alguns països s'afegeix fluorur a l'aigua potable per a afavorir la salut dental. Aquesta pràctica s'ha abandonat en molts països per no respectar la llibertat individual.
En aplicacions industrials el fluorur de calci fa més fluides les escòries.
- L'hexafluorur de sofre (SF₆) és un gas molt pesat i s'ha fet servir per omplir les pilotes de tennis.

- El bifluorur d'amoni (NH₄HF₂) es fa servir en el tractament de les superfícies de vidre per a fer-les opaques.
- La criolita (Na₃AlF₆) es fa servir com electròlit en l'obtenció de l'alumini.
- Donat que del fluor nomé hi ha un isòtop estable, els fluorurs separen elements com urani 235U del 238U.
- Alguns fluorurs com el trifluorur de bor (BF₃) són àcid de Lewis forts i s'usen com a tals i com a catalitzadors.

## Anàlisi
El mètode clàssic per a determinar fluorurs és amb àcid sulfúric concentrat amb alliberament d'àcid fluorhídric que ataca el vidre, transformant el silicat en tetrafluorur de silici, una substància volàtil. Per la corrosió de la superfície no és mullada ni per l'aigua ni per l'àcid una gota d'aigua apropada a la mostra en aquestes condicions s'enterboleix, car el tetrafluorur de silici queda hidrolitzat i el quars generat precipita:
SiF₄ + 2 H₂O → SiO₂ + 4 HF

## Toxicologia
Són contaminants atmosfèrics i són molt corrosius en atmosferes humides. La raó és, d'una banda, la precipitació del calci en forma del fluorur de calci i, per l'altra que pot formar complexos amb els centres metàl·lics d'uns enzims.
En l'home, una ingestió mínima de fluor té efectes positius per a la prevenció de càries i estimula la formació òssia. Tenen una gran activitat fisiològica i en concentracions altes són tòxics. Els compostos fluorurs exterminen tots els microorganismes del sistema digestiu. A llarg termini i en dosis superiors, poden causar fluorosi dental o esqueletal, fragilitzar els ossos, baixar natalitat, pedres renals, alterar la funció tiroidal i baixar la intel·ligència en els nens. Sobreexposició en l'àmbit professional per gasos o polsos de fluorur poden causar problemes respiratoris i càncer de la veixiga.
Els fluorurs s'acumulen també molt a l'herba i poden produir una inflamació dolorosa de les articulacions del bestiar pasturant.